# Cyron Melville
Cyron Bjørn Melville (1º giugno 1981) è un attore, musicista e cantante danese.

## Biografia

### Giovinezza
Melville è nato a Djursland, Danimarca, figlio dell'attore scozzese Johnny Melville e Dane Elizabeth Bjørn Nielsen.

## Vita privata
Melville parla quattro lingue: danese, inglese, svedese e tedesco.

## Filmografia

### Cinema
- Menneskedyret, regia di Carsten Rudolf (1995)
- No Man's Land, regia di Nina N. Rosenmeier (2000)
- 2 ryk og en aflevering, regia di Aage Rais-Nordentoft (2003)
- Fucking 14, regia di Christina Rosendahl - cortometraggio (2004)
- Råzone, regia di Christian E. Christiansen (2006)
- Koma, regia di Kasper Bisgaard - cortometraggio (2006)
- Supervoksen, regia di Christina Rosendahl (2006)
- Fighter, regia di Natasha Arthy (2007)
- Timetrip - Avventura nell'era vichinga (Vølvens forbandelse), regia di Mogens Hagedorn (2009)
- Vanvittig forelsket, regia di Morten Giese (2009)
- Peaceforce, regia di Peter Gornstein - cortometraggio (2011)
- Sidste Skud, regia di Jacqueline Landau - cortometraggio (2011)
- Borderline, regia di Jacqueline Landau - cortometraggio (2011)
- Royal Affair (En kongelig affære), regia di Nikolaj Arcel (2012)
- Shaka Loveless 'Tomgang', regia di Amdi Niss-Espinoza - cortometraggio (2012) uscito in home video
- You & Me Forever, regia di Kaspar Munk (2012)
- Nymphomaniac (Nymphomaniac: Vol. I), regia di Lars von Trier (2013)
- Lev stærkt, regia di Christian E. Christiansen (2014)
- Sort, regia di David Adler - cortometraggio (2014)
- Estate '92 (Sommeren '92), regia di Kasper Barfoed (2015)
- Familien Jul i nissernes land, regia di Carsten Rudolf (2016)
- The Guardian Angel, regia di Arto Halonen (2018)
- Askeladden - I Soria Moria slott, regia di Mikkel Brænne Sandemose (2019)
- De forbandede år, regia di Anders Refn (2020)
- TOM and His Computer: Future Ruins, regia di Martin Garde Abildgaard - cortometraggio (2020)
- Incognito, regia di Joey Moe - cortometraggio (2021)

### Televisione
- Hallo, det er Jul – serie TV, 24 episodi (1995)
- Jul i Valhal – serie TV, 4 episodi (2005)
- The Killing – serie TV, 6 episodi (2007)
- Sommer – serie TV, 4 episodi (2008)
- I Borgia (The Borgias) – serie TV, 5 episodi (2013)
- First Movers – serie TV (2013)
- Seaside Hotel (Badehotellet) – serie TV, 1 episodio (2016)
- Hamlet på Kronborg – film TV (2017)
- Herrens veje – serie TV, 3 episodi (2018)
- Oda Omvendt – serie TV, 2 episodi (2019)
- Limboland – serie TV, 5 episodi (2021)

## Riconoscimenti
- 2008 – Bodil Awards
  - Nomination Miglior attore non protagonista per Fighter
- 2009 – Festival internazionale del cinema di Berlino
  - EFP Shooting Star
- 2009 – Hamptons International Film Festival
  - Breakthrough Performer per Vanvittig forelsket
- 2009 – Marrakech International Film Festival
  - Miglior attore per Vanvittig forelsket
- 2009 – Montreal World Film Festival
  - Miglior attore per Vanvittig forelsket
- 2010 – Premio Bodil
  - Nomination Miglior attore per Vanvittig forelsket
- 2010 – Premio Robert
  - Nomination Miglior attore per Vanvittig forelsket
- 2010 – Zulu Awards
  - Nomination Miglior attore per Vanvittig forelsket